# Кіящук Михайло Степанович
Миха́йло Степа́нович Кіящу́к (1890 Косів — 1959, там само) — український культурно-громадський діяч.

## Короткий життєпис
В часі Української революції воював у лавах УГА — хорунжий, потому — Армії УНР, удостоєний бойових нагород.
В 1920-1930-х роках працював службовцем; доклав зусиль до відновлення читальні «Просвіти» на Москалівці в Косові.
Організовував культурне життя та громадські вправи — читання, руханкові ігри, драматичні вистави, виступи хорових колективів, туристичні походи по Карпатах. В часі керівництва місцевим виділом «Пласту», Зазнав гонінь польської влади.
Протягом збройних конфліктів — у 1939 та 1941 роках — організовував у Косові загони самооборони.
З наближенням радянського фронту вступив до лав дивізії «Галичина».
Після другого зайняття радянськими військами Західної України працював бухгалтером в артілі «Гуцульщина». 1949 року засуджений на 10 років, висланий в концтабори, звідки повернувся після смерті Сталіна.
В Івано-Франківській ОДА його могила зарахована до місць пам'яті Української революції.

## Джерело
- Визвольні змагання [Архівовано 3 грудня 2013 у Wayback Machine.]
- Косівщина. Трагедія дивіззійників «Галичини» [Архівовано 23 лютого 2014 у Wayback Machine.]
- Члени ОУН, вояки УПА, члени збройного підпілля ОУН, жителі міста Косова, які були засуджені та зазнали більшовицьких репресій [Архівовано 21 лютого 2014 у Wayback Machine.]

| Емблема Збройних сил України | Це незавершена стаття про військового чи військову Збройних сил України. Ви можете допомогти проєкту, виправивши або дописавши її. |